# Mount Kring
Mount Kring är ett berg i Östantarktis, i ett område som Australien gör anspråk på. Toppen ligger 2 100 meter över havet., och det är den högsta punkten i trakten.